# Cobie Smulders
Jacoba Francisca Maria "Cobie" Smulders (født 3. april, 1982) er en canadisk-amerikansk skuespiller. Hun er bedst kendt for sine roller som Robin Scherbatsky i CBS sitcommen How I Met Your Mother (2005–2014) og som S.H.I.E.L.D. agenten Maria Hill i Marvel Cinematic Universes superheltefilm The Avengers (2012), Captain America: The Winter Soldier (2014), Avengers: Age of Ultron (2015), Avengers: Infinity War (2018), Avengers: Endgame (2019) og i Spider-Man: Far From Home (2019), samt flere gæsteoptrædener i ABC's Agents of S.H.I.E.L.D. Smulders' andre filmroller inkluderer Safe Haven (2013), They Came Together (2014), Results (2015) og Jack Reacher: Never Go Back (2016). Hun spiller rollen som Dex Parios i ABC' krimidramaserie Stumptown (2019).

## Opvækst
Smulders blev født i Vancouver, British Columbia i Canda som datter af en hollandsk far, som var tandlæge, og en britisk mor, der arbejde med fundraisers. Hun voksede op i White Rock, British Columbia og familien flyttede senere til det velhavende West Point Grey-kvarter og gik på high school på Lord Byng Secondary School. Hun er opkaldt efter sin grandtante, Jacoba, som også blev kaldt "Cobie". Smulders beskriver sig selv som "flydende lytter" på fransk. Hun har fire søstre og tre brødre, Melissa, Scott, Amy, Mark, Fiona, Adam og Julie Smulders. Smulders var medlem af Girl Guides of Canada som barn og nåede at blive Brownie (Girl Guide-klassificering for 7-10 årige).
Smulders arbejdede som model, hvilket hun senere udtalt, at hun "faktisk lidt hadede", og tilføjede, at modeljobbene havde gjort hende forbeholden overfor at forfølge hendes skuespillerdrøm: "Du ved, du kommer ind i de her rum, og jeg har oplevet at folk dømmer dig og din krop gennem så lang tid, og det var jeg bare færdig med. Men så var jeg bare sådan ' Nej, jeg er nødt til at spille skuespil. Jeg skal gøre det godt og jeg er nødt til at have en stemme og er nødt til at ændre tankegangen om det nu.'"
I sin ungdom ville Smulders gerne være marinbiolog. Hun fandt dog interessen for teater i løbet af high school og fik kortvarigt teaterundervisning ved University of Victoria før hun vendte tilbage til skuespillet.

## Karriere
Smulders' første rolle var med en gæsteoptræden i Showtime science-fiction-serien Jeremiah; hun havde herefter flere optrædener i tv, bl.a. en tilbagevendende rolle i The L Word. Hendes første faste rolle var i den kortlivede ABC-serie Veritas: The Quest, som kun kørte en sæson. Efter Veritas blev aflyst, blev Smulders castet som nyhedsreporteren Robin Scherbatsky i CBS' sitcom How I Met Your Mother i 2005. Serien kørte i ni sæsoner frem til 2014, og vandt 10 Emmy Awards. I juni 2010 havde Smulders sin off-Broadway-debut i stykket Love, Loss, and What I Wore på Westside Theatre.
Smulders spillede Maria Hill i filmen The Avengers fra 2012. Hun fik undervisning af en Los Angeles SWAT-team-instruktør i at håndtere våben for at kunne spille rollen. Smulders har siden spillet rollen i tre afsnit af tv-serien Agents of S.H.I.E.L.D. samt i filmene Captain America: The Winter Soldier (2014), Avengers: Age of Ultron (2015), Avengers: Infinity War (2018), Avengers: Endgame (2019) og Spider-Man: Far From Home (2019).
I 2013 havde Smulders en birolle i det romantiske drama Safe Haven. Hun medvirkede også i komediedramaet Delivery Man og They Came Together. Smulders lagde i 2014 stemme til Lego-versionen af Wonder Woman i den animerede tegnefilm The Lego Movie. Det var første gang, at Wonder Woman-figuren optrådte i en film. I juli 2015 blev det meldt ud, at Smulders' rolle som Harriet Grant i tv-filmen Confirmation, i stedet ville blive spillet af Zoe Lister-Jones, da Smulders havde brækket sit ben inden optagelserne.
I 2016 medvirkede hun i komediedramaet The Intervention og i actionfilmen Jack Reacher: Never Go Back overfor Tom Cruise. I 2017 spillede hun den tilbagevendende karakter "Mor" i Netflix-serien A Series of Unfortunate Events sammen med How I Met Your Mother-kollegaen Neil Patrick Harris. Fra 2017 til 2019 havde hun den faste rolle som Lisa Turner i Netflix original-serien, Friends from College. Hun optrådte herefter som Dexedrine "Dex" Parios, a PTSD-ramt militærveteran der nu praktiserer som privatdetektiv i ABC-krimidramaet Stumptown, som havde premiere den 25. september 2019.

## Privatliv
Smulders forlovede sig skuespilleren Taran Killam i januar 2009 efter parret havde mødt hinanden ved en fest med fælles bekendte fire år forinden. De giftede sig den 8. september 2012 i Solvang, Californien. De bor i Pacific Palisades, Californien. Parret har to døtre, Shaelyn Kado Killiam (født i 2009) og Janita Mae Killiam (født i 2015). Smulders mand, Killiam, har optrådt i seks afsnit af How I Met Your Mother, som den upopulære Gary Blauman, som ingen af seriens karaktere kan lide.
I 2015 afslørede Smulders, at hun var blevet ramt af kræft i æggestokkene som 25-årig, mens optagelserne til tredje sæson af How I Met Your Mother i 2007 kørte. Hun måtte have to tumorer fra æggestokken opereret væk, men kræften havde spredt sig til lymfesystemet, som krævede flere operationer gennem de næste to år. Hun endte med kun at have en tredjedel af sine æggestokke tilbage og fik besked om, at hun ikke ville kunne blive gravid. Det viste sig dog at være forkert, da hun siden blev mor til to piger. I august 2019 meldte hun ud, at sygdommen var i stilstand for nu.
I 2020 annoncerede Smulders, at hun var blevet amerikansk statsborger, og fortsat har sit canadiske statsborgerskab.

### Velgørenhedsarbejde
Smulders filmede i 2014 en public service-kampagnefilm for Oceana, en international havbeskyttelsesorganisation. I maj 2020 udgav hun en kort musikvideo, hvor hun parodierede sangen "Let's Go to the Mall", en sang hendes How I Met Your Mother-karakter havde sunget, med omskrivningen "Let's All Stay at Home" som opfordring til at folk skulle blive hjemme og håndhæve COVID-19-restriktionerne. Smulders har også opfordret til at donere til organisationerne Save the Children, Canada Helps og Daily Bread Food Bank under pandemien. I september 2020 promoverede hun for genanvendelse af affald med National CleanUp Day, Clean Trails og Planet Oat. "Og jeg håber at folk kan komme ud og se det med egne øjne, og forhåbentligt hjælpe med at redde planeten."

## Filmografi

### Film
| År   | Titel                               | Rolle                 | Noter                                 |
| ---- | ----------------------------------- | --------------------- | ------------------------------------- |
| 2004 | Walking Tall                        | Eksotisk skønhed      |                                       |
| 2004 | Ill Fated                           | Mary                  | [ 40 ]                                |
| 2005 | The Long Weekend                    | Ellen                 |                                       |
| 2006 | Escape                              | Psykotisk brunette    | Kortfilm                              |
| 2006 | Dr. Miracles                        | Mrs. Peterson         | Kortfilm                              |
| 2007 | The Storm Awaits                    | Anabella DeLorenzo    | Kortfilm                              |
| 2009 | The Slammin' Salmon                 | Tara                  |                                       |
| 2012 | The Avengers                        | Maria Hill            |                                       |
| 2012 | Grassroots                          | Clair                 |                                       |
| 2013 | Safe Haven                          | Carly Jo Wheatley     |                                       |
| 2013 | Delivery Man                        | Emma                  |                                       |
| 2014 | The Lego Movie                      | Wonder Woman (stemme) |                                       |
| 2014 | They Came Together                  | Tiffany Amber Thigpen |                                       |
| 2014 | Captain America: The Winter Soldier | Maria Hill            |                                       |
| 2015 | Unexpected                          | Samantha Abbot        | [ 43 ]                                |
| 2015 | Results                             | Kat                   |                                       |
| 2015 | Avengers: Age of Ultron             | Maria Hill            |                                       |
| 2016 | The Intervention                    | Ruby                  |                                       |
| 2016 | Jack Reacher: Never Go Back         | Major Susan Turner    |                                       |
| 2017 | Literally, Right Before Aaron       | Allison               |                                       |
| 2017 | Killing Gunther                     | Lisa McCalla          |                                       |
| 2018 | Avengers: Infinity War              | Maria Hill            | Ukrediteret cameo; post-credits scene |
| 2018 | Alright Now                         | Joanne Skye           |                                       |
| 2019 | The Lego Movie 2: The Second Part   | Wonder Woman (stemme) |                                       |
| 2019 | Avengers: Endgame                   | Maria Hill            | Cameo                                 |
| 2019 | Spider-Man: Far From Home           | Soren / Maria Hill    |                                       |
| 2020 | Cicada                              | Sophie                |                                       |

### Tv
| År        | Titel                                   | Rolle                      | Noter                                                          |
| --------- | --------------------------------------- | -------------------------- | -------------------------------------------------------------- |
| 2002      | Special Unit 2                          | Zoe                        | Afsnit: "The Wish"                                             |
| 2002      | Jeremiah                                | Deborah                    | Afsnit: "Thieves' Honor"                                       |
| 2003      | Tru Calling                             | Sarah Webb                 | Afsnit: "Brother's Keeper"                                     |
| 2003      | Veritas: The Quest                      | Juliet Droil               | Fast rolle; 13 afsnit                                          |
| 2004      | Smallville                              | Shannon Bell / Eve Andrews | Afsnit: "Bound"                                                |
| 2005      | Andromeda                               | Jillian Rhade              | 2 afsnit                                                       |
| 2005      | The L Word                              | Leigh Ostin                | 4 afsnit                                                       |
| 2005–2014 | How I Met Your Mother                   | Robin Scherbatsky          | Fast rolle                                                     |
| 2010      | How to Make It in America               | Hayley                     | Afsnit: "Pilot"                                                |
| 2013–2015 | Agents of S.H.I.E.L.D.                  | Maria Hill                 | 3 afsnit                                                       |
| 2013      | Comedy Bang! Bang!                      | Sig selv                   | Afsnit: "Cobie Smulders Wears a Black & White Strapless Dress" |
| 2015      | Best Time Ever with Neil Patrick Harris | Sig selv                   | Afsnit: "Tyler Perry"                                          |
| 2016      | Animals.                                | Anni (stemme)              | Afsnit: "Flies."                                               |
| 2017      | A Series of Unfortunate Events          | Mor / Mrs. Quagmire        | Tilbagevendende rolle; 8 afsnit                                |
| 2017–2018 | Nature Cat                              | Nature Dog (stemme)        | 4 afsnit                                                       |
| 2017–2019 | Friends from College                    | Lisa Turner                | Fast rolle; 16 afsnit                                          |
| 2019      | Arrested Development                    | Ung Lucille Bluth          | 3 afsnit                                                       |
| 2019–2020 | Stumptown                               | Dexadrine "Dex" Parios     | Fast rolle; 18 afsnit                                          |
| 2019      | Room 104                                | Marian Wallace             | Afsnit: "The Specimen Collector"                               |
| 2020      | The Simpsons                            | Hydrangea (stemme)         | Afsnit: "Bart the Bad Guy"                                     |
| 2021      | What If...?                             | Maria Hill (stemme)        | Afsnit: "What If... Thor Were an Only Child?"                  |
| 2021      | Impeachment: American Crime Story       | Ann Coulter                | Tilbagevendende rolle                                          |

## Teater
| År   | Titel                       | Rolle           | Noter                                     |
| ---- | --------------------------- | --------------- | ----------------------------------------- |
| 2010 | Love, Loss, and What I Wore | Hovedrolle      | 10.-26. juni 2010 Westside Theatre        |
| 2017 | Present Laughter            | Joanna Lyppiatt | 5. april - 2. juli 2017 St. James Theatre |

## Priser og nomineringer
| År   | Pris                         | Kategori                                        | Arbejde               | Resultat  |
| ---- | ---------------------------- | ----------------------------------------------- | --------------------- | --------- |
| 2013 | EWwy Award                   | Best Supporting Actress – Comedy                | How I Met Your Mother | Vundet    |
| 2014 | People's Choice Award        | Favorite TV Gal Pals (delt med Alyson Hannigan) | How I Met Your Mother | Nomineret |
| 2017 | Theatre World Award          | Theatre World Award                             | Present Laughter      | Vundet    |
| 2021 | Critics' Choice Super Awards | Best Actress in a Superhero Series              | Stumptown             | Nomineret |

## References
1. ↑  Navnet er anført på engelsk og stammer fra Wikidata hvor navnet endnu ikke findes på dansk.
2. ↑  "Cobie Smulders on life after "How I Met Your Mother"". CBS News. 30. marts 2014. Arkiveret fra originalen 20. oktober 2014. Hentet 13. oktober 2014.
3. ↑  "UPI Almanac for Wednesday, April 3, 2019". United Press International. 3. april 2019. Arkiveret fra originalen 3. april 2019. Hentet 15. september 2019. actor Cobie Smulders in 1982 (age 37)
4. 1 2  "Cobie Smulders Becomes a U.S. Citizen Ahead of the Election: 'Grateful to Have My Vote Count'". I am a Dual Citizen of 🇨🇦/🇺🇸 ... "I have been living in the US for 16 years now working and paying taxes, making little humans, creating a family and making this Country my home," ... "But I have been unable to Vote. I am excited to do so in this coming election in November.
5. ↑  "Cobie Smulders on The Late Late Show with Craig Ferguson". YouTube. 24. april 2017. Hentet 6. september 2020.
6. 1 2 3  Johnson, Brian D. (16. november 2013). "'It's always in my back pocket': Cobie Smulders on Canadian identity". Maclean's. Hentet 27. december 2013.
7. ↑  Billy Eichner & Cobie Smulders Answer the Web's Most Searched Questions. Wired.  Begivenheden finder sted 10:16. Hentet 2019-01-29 – via YouTube.
8. ↑  "Cobie Smulders (@cobiesmulders) on Instagram".
9. ↑  Zuo, Mila (1. september 2009). "The Elusive Charm of Cobie Smulders". Venus Zine. Arkiveret fra originalen 22. juli 2011. Hentet 28. maj 2011.
10. ↑  "How I Met Your Mother". Emmys. Hentet 4. januar 2021.
11. ↑  Wieselman, Jarett (10. juni 2010). "'Love, Loss' and two lovely ladies". New York Post. Arkiveret fra originalen 18. oktober 2010. Hentet 13. august 2012.
12. ↑  Sacks, Ethan (29. april 2012). "'The Avengers': Scarlett Johansson & Cobie Smulders are superwomen of the screen". Daily News. New York City. Arkiveret fra originalen 7. oktober 2014. Hentet 30. januar 2015.
13. ↑  Goldberg, Lesley (19. juli 2013). "Cobie Smulders' Comic-Con Reveal: Secret 'Agents of SHIELD' Role". The Hollywood Reporter. Arkiveret fra originalen 12. oktober 2014. Hentet 19. juli 2013.
14. ↑  Graser, Marc (29. oktober 2012). "Frank Grillo to play Crossbones in 'Captain America' sequel". Variety. Arkiveret fra originalen 1. november 2012. Hentet 29. oktober 2012.
15. ↑  Thompson, Bob (7. november 2013). "Vancouver's Cobie Smulders is on a roll (with video)". Calgary Herald. Calgary, Alberta. Arkiveret fra originalen 8. november 2013. Hentet 7. november 2013.
16. ↑  "Cobie Smulders Joins the 'Starbuck' Family". NextMovie. 27. august 2012. Arkiveret fra originalen 29. august 2012. Hentet 7. januar 2013.
17. ↑  "The LEGO Movie review". Hentet 24. marts 2018.
18. ↑  Petski, Denise (9. juli 2015). "Zoe Lister-Jones Joins HBO Movie 'Confirmation' In Recasting". Deadline Hollywood.
19. ↑  "Who Do Will Arnett & Cobie Smulders Play In 'A Series Of Unfortunate Events'? Not Everything Is As It Seems". Bustle. 14. januar 2017. Hentet 9. januar 2019.
20. ↑  Jackson, Dory (12. januar 2019). "Cobie Smulders spills on 'Friends From College' Season 2 and whether fans should like the characters". Newsweek. Hentet 12. december 2019.
21. ↑  Lawrence, Derek (17. september 2019). "'Stumptown' is ready to bring you a type of character that 'didn't exist on television'". Entertainment Weekly. Hentet 12. december 2019.
22. ↑  Alexander, Reagan (28. januar 2009). "HIMYM's Cobie Smulders Flashes Her New Engagement Ring". People. Hentet 25. november 2009.
23. ↑  ""SNL's" Taran Killam Marries "How I Met Your Mother's" Cobie Smulders — Exclusive". RumorFix. 8. september 2012. Arkiveret fra originalen 7. april 2019. Hentet 9. september 2012.
24. ↑  "Cobie Smulders buys Pacific Palisades home for $5.6M". The Real Deal. Hentet 10. maj 2020.
25. ↑  León, Anya (3. juli 2009). "It's a Girl for Cobie Smulders". People. Arkiveret fra originalen 27. oktober 2020. Hentet 25. november 2009. The How I Met Your Mother actress welcomed Shaelyn Cado in May.
26. ↑  "Taran Killam and Cobie Smulders Expecting Second Child". People. 21. oktober 2014. Arkiveret fra originalen 19. oktober 2020. Hentet 21. oktober 2014.
27. ↑  Klassen, Anna (26. januar 2015). "'Unexpected' Star Cobie Smulders & Director Kris Swanberg On Finally Making a Pregnancy Film From the Female Perspective". Arkiveret fra originalen 2015-01-30. Hentet 30. januar 2015. I'm in Sundance and I have a three week old baby, so I can certainly relate.
28. ↑  ‘How I Met Your Mother’ Reunites Cast Spouses as End Draws Near
29. ↑  Serico, Chris (23. april 2015). "'I had tumors on both ovaries': Cobie Smulders reveals cancer scare". Today. Arkiveret fra originalen 14. november 2020. Hentet 26. april 2015.
30. ↑  Corriston, Michele (23. april 2015). "Mom of 2 Cobie Smulders Reveals Her Battle with Ovarian Cancer". People. Arkiveret fra originalen 30. november 2020. Hentet 23. april 2015.
31. ↑  https://www.imdb.com/name/nm1130627/bio?ref_=nm_ov_bio_sm
32. ↑  "Cobie Smulders draws on cancer survival for new character". The Seattle Times. Associated Press. 5. august 2019. Arkiveret fra originalen 5. december 2019. Hentet 12. december 2019.
33. ↑  Wiseman, Jessica (6. august 2014). "Photos: Rashida Jones, Cobie Smulders, and Angela Kinsey Help Protect Belizean Reefs". Oceana. Arkiveret fra originalen 29. oktober 2020. Hentet 13. oktober 2014.
34. ↑  Scott, Walter (23. november 2013). "Cobie Smulders' Detachable Baby Bump". Parade. Arkiveret fra originalen 7. april 2019. Hentet 13. oktober 2014.
35. ↑  Goldberg, Lesley (7. maj 2020). "Cobie Smulders Updates 'How I Met Your Mother's' Robin Sparkles for 2020". The Hollywood Reporter. Arkiveret fra originalen 7. januar 2021. Hentet 4. januar 2021.
36. ↑  "Cobie Smulders Is Cleaning Up the Planet — Want to Join Her?". Green Matters. 11. september 2020. Hentet 4. juni 2021.
37. ↑  "Cobie Smulders Wants You to Take Care of the Earth on National Clean Up Day — and Every Day". Woman's Day. 18. september 2020. Hentet 4. juni 2021.
38. ↑  "Cobie Smulders Wants You To Clean Up". ET Canada. 19. september 2021. Arkiveret fra originalen 4. juni 2021. Hentet 4. juni 2021.
39. ↑  "Cobie Smulders Shows Love for the Environment, Plus: What She Learned in Quarantine". Extra TV. 17. september 2020. Hentet 4. juni 2021.
40. ↑  Bobbin, Jay (13. august 2006). "Cobie Smulders". Zap2it. Arkiveret fra originalen 7. april 2019 – via Chicago Tribune. Movie credits: ... 'Ill Fated'...
41. ↑  Dr. Miracles Episode 3 (YouTube). OldDirtyConservatory. oktober 2006.
42. ↑  The Storm Awaits (episode three) (YouTube). Very Advanced Productions. 15. februar 2007.  03:18 minutter i.
43. ↑  "NBA Star Chris Webber To Exec Produce Cobie Smulders Drama 'Unexpected'". Deadline Hollywood. 7. januar 2015. Hentet 7. januar 2015.
44. ↑  Snierson, Dan (7. marts 2019). "Arrested Development: Cobie Smulders and Taran Killam to play Lucille and George Sr". Entertainment Weekly.

## External links
- Cobie Smulders på Internet Movie Database (engelsk)
- X-bruger: @CobieSmulders
- Cobie Smulders How I Met Your Mother biography at CBS

- Wikimedia Commons har flere filer relateret til Cobie Smulders
- Cobie Smulders på Internet Movie Database (engelsk)
- Cobie Smulders på Filmdatabasen
- Cobie Smulders på Scope
- Cobie Smulders på Svensk Filmdatabas (svensk)
- Cobie Smulders på AlloCiné (fransk)
- Cobie Smulders på AllMovie (engelsk)
- Cobie Smulders på Turner Classic Movies (engelsk)
- Cobie Smulders på The Movie Database (engelsk)
- Cobie Smulders på Internet Broadway Database (engelsk)
- Cobie Smulders på Behind The Voice Actors (engelsk)